# Ocracoke (Karolina Północna)
Ocracoke – jednostka osadnicza w Stanach Zjednoczonych, w stanie Karolina Północna, w hrabstwie Hyde, na wyspie Ocracoke Island, na Oceanie Atlantyckim.